# Свети-Николе
Све́ти-Ни́коле или Све́ти-Ни́кола (макед. Свети Николе) — город в центральной части Северной Македонии, в Овчепольской котловине. По переписи 2021 года, в городе проживают 11 728 жителей. Свети-Николе — центр одноименной общины Свети-Николе.

## История
В начале XX века Свети-Николе — большое болгаро-турецкое село. Турецкое название села — Клисели.

## Люди, связанные с городом
- Колишевски, Лазар (1914—2000), югославский коммунист, политик
- Лазаров, Кирил (р. 1980), северномакедонский гандболист

## Фото

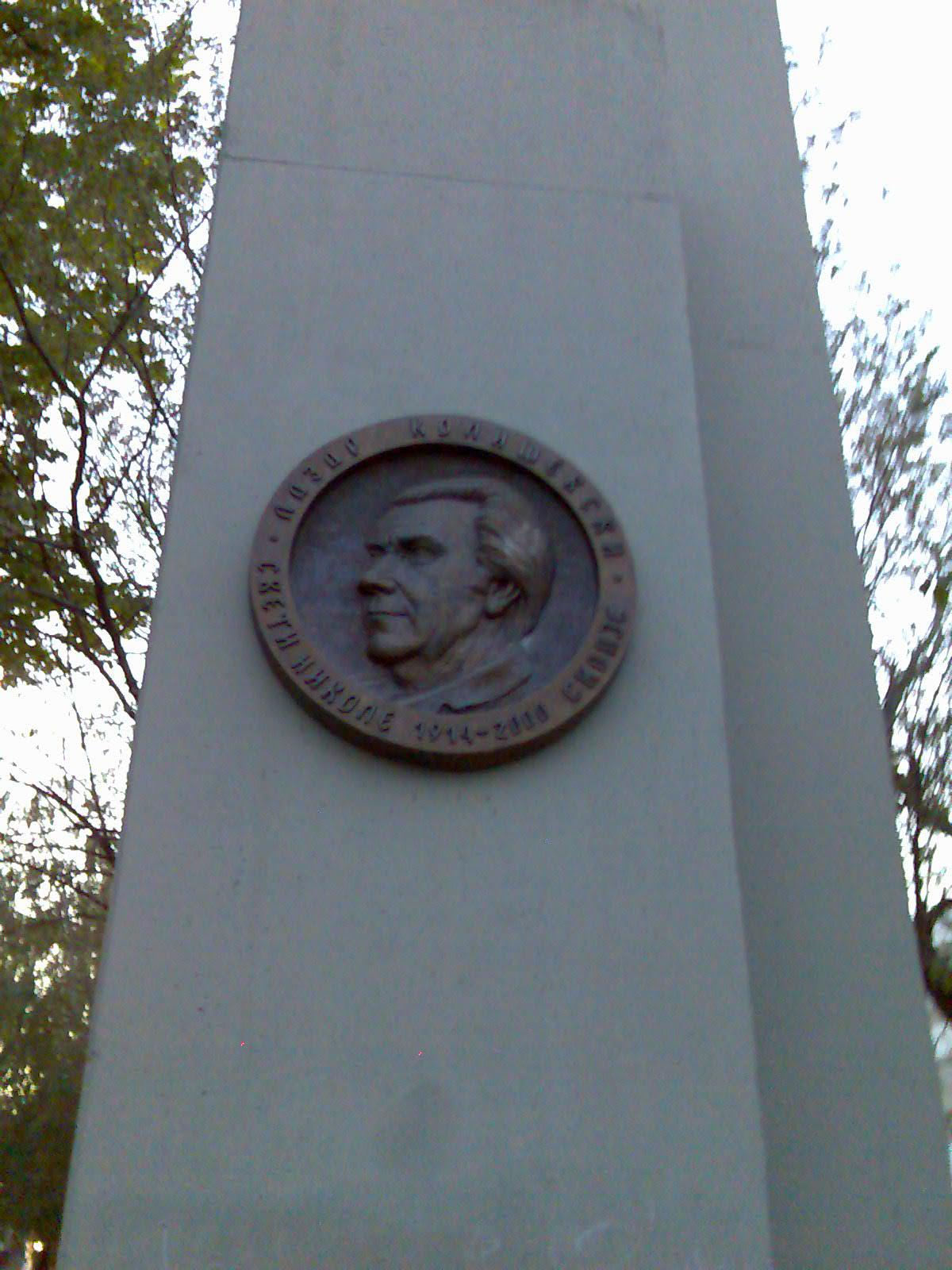
Памятник Лазару Колишевскому

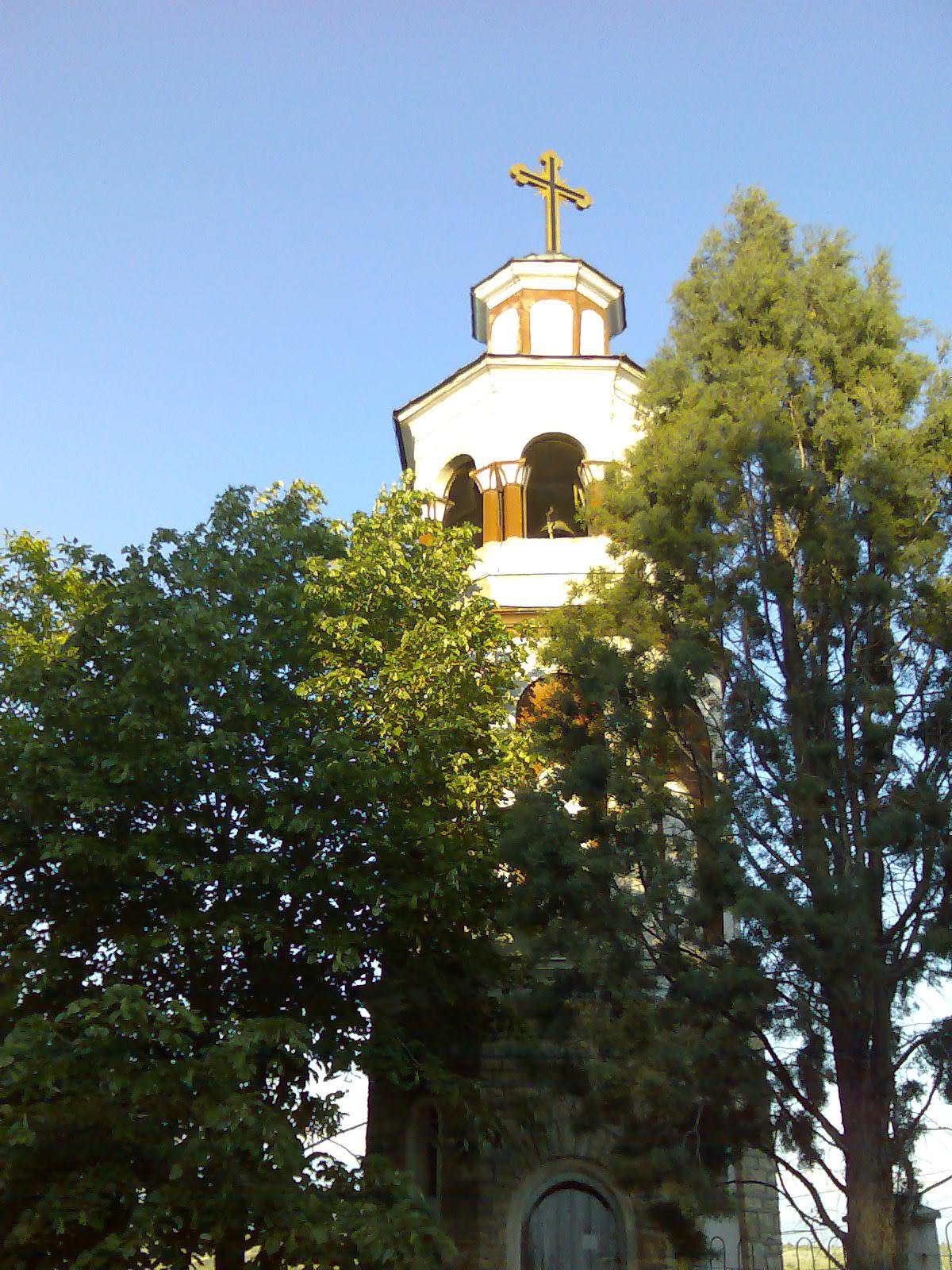
Колокольня церкви
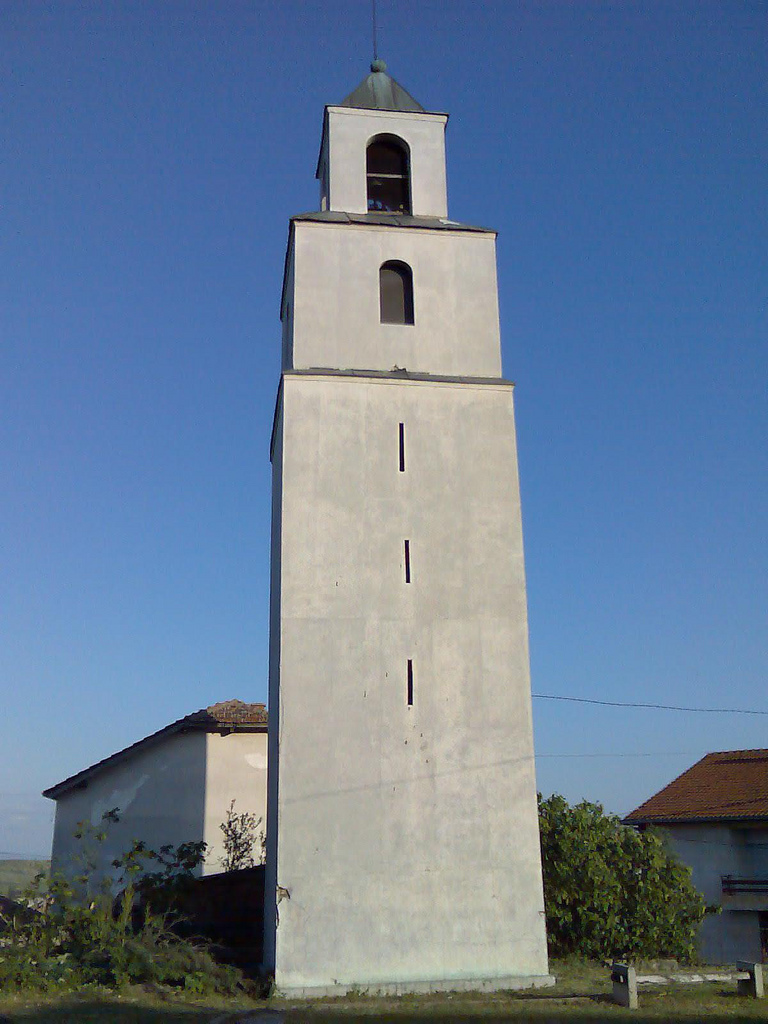
Башня в Свети-Николе